# Chaenomeles thibetica
Chaenomeles thibetica är en rosväxtart som beskrevs av Tse Tsun Yu. Chaenomeles thibetica ingår i släktet rosenkvittnar, och familjen rosväxter. Inga underarter finns listade i Catalogue of Life.

## Bildgalleri

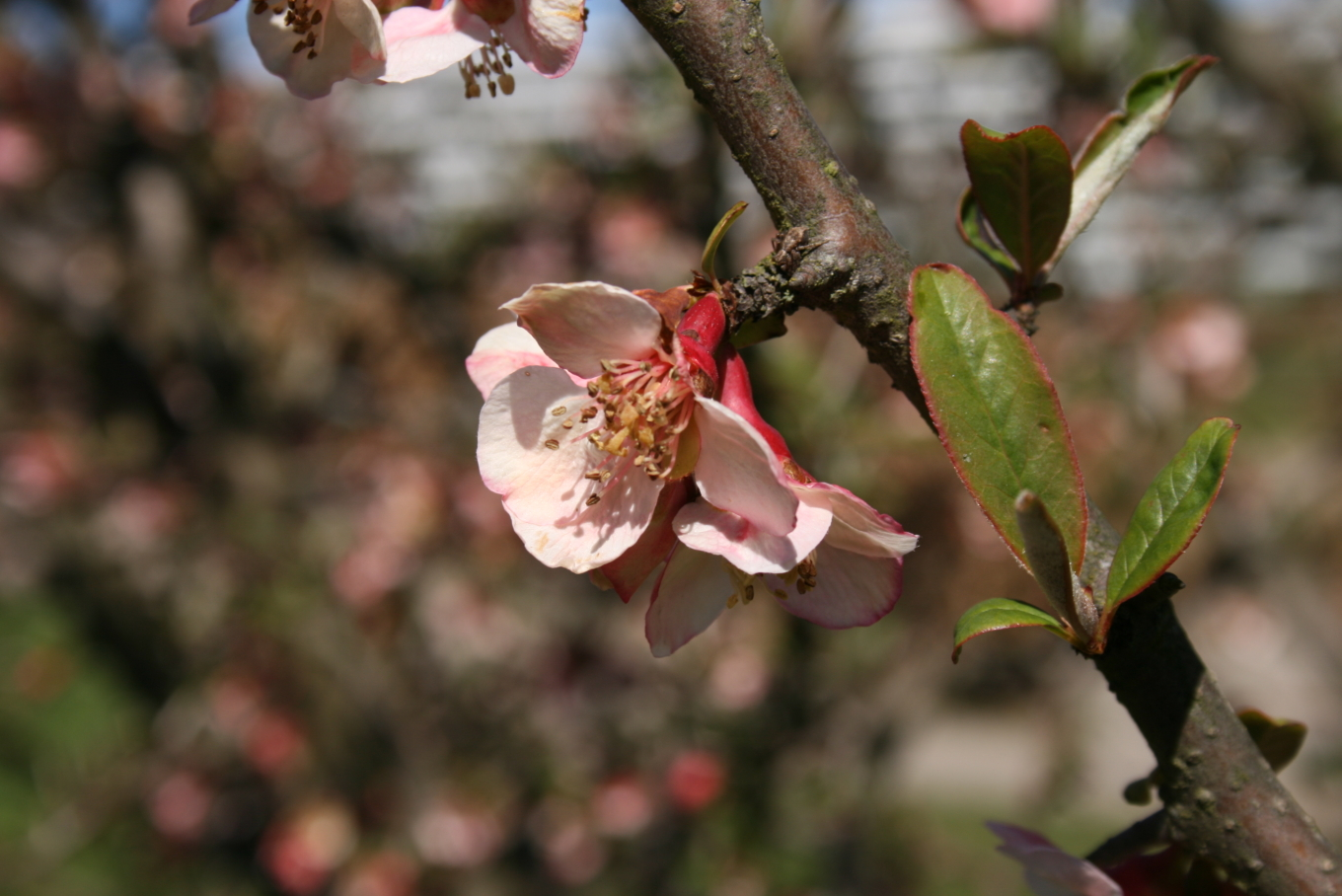